# Église Saint-Cyr-et-Sainte-Julitte de Brétigny
L'église Saint-Cyr-et-Sainte-Julitte est une église catholique située à Brétigny en France.

## Localisation
L'église est située dans le département français de l'Eure dans le bourg de la commune de Brétigny.

## Historique
Les parties les plus anciennes de l'édifice actuel, les maçonneries et le chœur, sont datés du XIIe siècle. La charpente est datée de 1186-1190. L'édifice date peut-être du XIe siècle.
Des travaux ont lieu aux XVIIe siècle et XVIIIe siècle et de cette époque date le clocher.
L'édifice a fait l'objet de restaurations à la fin du XIXe siècle.
L'édifice est inscrit au titre des monuments historiques depuis le 22 juillet 1996.

## Architecture et mobilier
L'église possède un porche et une chambre de charité. Elle conserve aussi une litre aux armes de Louis-Charles de Lorraine et un gisant du XIIIe siècle.